# Невилл, Хамфри
Хамфри Невилл (англ. Humphrey Neville; ок. 1439 — 29 сентября 1469) — английский рыцарь и землевладелец, сын Томаса Невилла из Брансепета и Элизабет Бомонт. Владел замком Брансепет в Дареме и поместьем Джиллинг в Йоркшире, унаследовав их от отца.
Во время войны Алой и Белой розы Хамфри выступал на стороне Ланкастеров. После гибели в 1461 году своего дяди, Джона Невилла, он стал фактическим главой старшей ветви Невиллов. В том же году Хамфри попал в плен и был заключён в Тауэр, а его владения были конфискованы. Король Эдуард IV сохранил ему жизнь, но оставил в заключении, откуда Хамфри бежал в 1463 году. При посредничестве родственников он примирился с королём, однако вскоре вновь перешёл на сторону Ланкастеров, принимая участие в мятеже в Нортумберленде. После подавления мятежа в 1464 году в течение 5 лет совершал разбойничьи набеги, а в 1469 году поднял новое восстание, которое было подавлено, а сам Хамри вместе с братом попал в плен и был казнён.

## Происхождение
Хамфри происходил из старшей ветви аристократического английского рода Невиллов, который был вторым по значимости родом в Северно-Восточной Англии после рода Перси. Отец Хамфри, Томас (ум. 22 февраля 1458), был младшим из трёх сыновей Джона Невилла, старшего сына Ральфа Невилла, 1-го графа Уэстморленда, одного из самых могущественных магнатов в Северной Англии, от первого брака с Маргарет Стаффорд. Он умер раньше отца — в 1420 году. При этом по завещанию графа Уэстморленда, составленному в 1424 году, дети, родившиеся от его первого брака, были лишены большинства владений, переданных детям от второго брака с Джоан Бофорт, легитимизированной дочери Джона Гонта, герцога Ланкастера и Екатерины Суинфорд. Ожесточённый спор о наследстве Невиллов, который вели Томас и двое его старших братьев, Ральф Невилл (17 сентября 1406 — 3 ноября 1484), 2-й граф Уэстморленд, и Джон Невилл (ок. 1410 — 29 марта 1461), перерос в феодальную войну. 
Вражда между двумя ветвями рода продолжалась до 1443 года, когда было достигнуто формальное урегулирование земельного спора. Хотя граф Уэстморленд и смог получить родовой замок Рэби и другие владения в Дареме, однако остальные владения так и остались у графа Солсбери. В итоге представители старшей ветви Невиллов продолжали обижаться на своих кузенов и конфликт окончательно так и не угас. В результате во время политических событий 1450-х годов, которые привели к войне Алой и Белой розы, представители двух ветвей Невиллов оказались в разных лагерях: потомки Маргарет Стаффорд поддерживали Ланкастеров, а потомки Джоан Бофорт (граф Солсбери и его сыновья) — Йорков.
Томас достаточно удачно женился, его жена Элизабет Бомонт происходила из аристократического английского рода Бомонтов (ветви французского рода Бриеннов) и была дочерью сэра Генри Бомонта, 5-го барона Бомонта. Она на правах вдовьей доли владела частью земель двух предыдущих мужей, Уильяма Дейнкура и сэра Ричарда Гастингса.

## Биография
Хамфри родился около 1439 года в поместье Слигсби в Йоркшире. Известно, что у него был младший брат Чарльз, а также незаконнорождённый Джордж.
Хамфри выдвинулся во второй половине 1450-х годов во время войны Алой и Белой розы. Как и его дядя, Джон Невилл, он выбрал сторону Ланкастеров. В марте 1457 года Хамфри получил опеку над владениями малолетнего графа Ричмонда (будущего короля Англии Генриха VII Тюдора), однако это пожалование не принесло ему каких-то доходов, поскольку владения были оккупированы графом Солсбери. Но после бегства в 1459 году графа Солсбери из Англии Хамфри из конфискованных у того владений получил Кэплбанк в маноре Мидлэм.
До 6 мая 1461 года Хамфри сменил своего дядю Джона Невилла на посту бейлифа Хексема. Гибель дяди в битве при Таутоне сделало Хамфри фактическим главой старшей ветви Невиллов. Спустя месяц он присоединился к барону Россу в набеге на Дарем. Около Брансепета он попал в плен и был помещён в заключение в лондонский Тауэр, а в ноябре парламент лишил его всех прав. В феврале 1462 году Хамфри был помилован, сохранив жизнь, но оставался в заключении, владения, которые ему достались от отца, ему возвращены не были. Через год Хамфри смог бежать и отправился в Нортумберленд, где организовал восстание, но в июне 1463 года при посредничестве своего родственника, барона Монтегю, примирился с королём Эдуардом IV, который его вновь помиловал, «уважая его происхождение», и возвратил, за небольшим исключением, отцовские владения, чем тот был, вероятно, обязан своим родственникам. Также король произвёл Хамфри в рыцари.
Однако уже в августе Хамфри преследовал настоятеля в Дареме, а весной 1464 года присоединился к герцогу Сомерсету и другим сторонникам Генриха VI в Нортумберленде, создавшими там небольшой ланкастерский анклав вокруг замков Алник и Бамборо. В апреле Хамфри, получивший в замке Бамборо 80 копейщиков и лучников, попытался заманить к северу от Ньюкасла в ловушку барона Монтегю, который сопровождал к границе шотландских послов, но того предупредили и ему удалось её избежать, выбрав другую дорогу. Хамфри, судя по всему, не участвовал в проигранной ланкастерцами битве при Хексеми, находясь вместе с сэром Ральфом Греем в замке Бамборо, который в июне был осаждён бароном Монтегю. К замку была стянута осадная артиллерия, после чего часть стен была разрушена. Когда Ральф Грей получил ранение, Хамфри договорился о сдаче замка в обмен на обещание свободы себе и гарнизону. После этого восстание в Северной Англии было подавлено.
Хотя Хамфри и сохранил свободу, однако он не захотел вновь приносить присягу Эдуарду IV и отправился в отдалённые долины Хексамшира, откуда в течение 5 лет совершал разбойничьи нападения. К августу 1466 года его действия вызвали серьёзные проблемы. В 1469 году Хамфри воспользовался восстанием графа Уорика против Эдуарда IV, пленившего короля в замке Мидлэм, подняв восстание в Шотландской марке. У Уорика не хватило сил покончить с мятежом, поэтому он был вынужден в сентябре примириться с Эдуардом IV. Объединившись, они двинулись на север и подавили восстание, а Хамфри и его брат Чарльз были захвачены в плен. Их доставили в Йорк, где 29 сентября оба были казнены.

## Брак и дети
Имя жены Хамфри неизвестно. Дети:
- Артур Невилл (ум. 1502)[17].